# Късно средновековие
Късното средновековие е период от човешката история, който е преход от Развитото средновековие към Ренесанса и Новото време. Основни моменти, които го характеризират са: Стогодишната война (за Западна Европа), Реконкистата и окончателното прогонване на маврите от Пиренеите (за Испания и Португалия), премахването на татарската хегемония в Русия, османската заплаха за Европа и покоряването на Балканския полуостров от мюсюлманите. Късното средновековие обхваща периода от XIV век до XV век. По-трудно е да се определи горната му граница. Някои историци смятат за край на Средновековието, изобщо, 1492 година (откриването на Америка и Великите географски открития), други – края на Византийската империя през 1453 година, трети – откриването на печатарската преса. Но някои автори отнасят края на тази епоха дори към Великата Френска революция. Това е време на коренни промени в политическата карта на Европа. Късното средновековие е период на разпад на по-големите държави, тоест – феодалната раздробеност е в най-големи мащаби. Започват да се появяват наченки на новия политически строй – абсолютизма.

## Балкански полуостров

### България
След възстановяването на независимостта и царската титла над българските земи от Византия с въстанието на Асен и Петър през 1185 година, България постепенно се превръща във важен политически фактор в Европейския Югоизток. За известен период при управлението на Иван Асен II, царството достига бреговете и на трите морета, миещи бреговете на Балканския полуостров. След смъртта на Иван Асен II през 1241 година настъпва политическа криза в Българското царство. От нея се възползват съседите му и север нахлуват татари, които поставят страната във васална зависимост. С възстановяването на държавността във Византия през 1261 година България е принудена да се съобразява и с този сериозен културен и геополитически фактор. От царската корона отпадат някои български земи. Опитите на цар Ивайло да спре татарите имат само временен успех. Едва при царят от куманската династия Тертер Теодор Светослав (1300 – 1321) държавата излиза от кризата – татарите са спрени, а византийците търпят загуби, нанесени от българския владетел. Реализирани са и териториални придобивки като Южна Бесарабия и областта Загоре. След Теодор Светослав идва на власт синът му Георги II Тертер (1321 – 1322), който превзема Пловдив и околността му от ромеите. При цар Михаил III Шишман също се наблюдава известен подем, но след смъртта му в битка при Велбъжд настават нестабилност и размирици. При цар Иван Александър (1331 – 1371) е реализирана последната териториална придобивка на Второто българско царство – царят се намесва във византийските междуособици и получава Родопите. През втората половина на историческия период на югоизток от Балканите се появява нов политически фактор – османските турци. През 1352 година те за пръв път стъпват в Европа, превземайки крепостта Цимпе близо до Галиполи. Разделени и противопоставени един срещу друг, балканските владетели не съумяват да обърнат сериозно внимание на този противник. След смъртта на Иван Александър през 1371 година българските земи са разделена на три автономни български държави – Видинско царство, начело с първородния син Иван Срацимир, Търновско царство – с владетел приводения му брат Иван Шишман и Добруджанско деспотство, управлявано от наследниците на Балик. Османците постепенно разширяват хегемонията си на Балканите. Организирани в три независими направления на завоевание, те с постоянни ежегодни кампании нахлуват и усвояват и васализират област след област. Новите владетели запазват много от порядките в покорените земи и използват местните военни и финансови институции в своя полза. През 1393 година е превзето Търново, а през 1396 година се състои битката при Никопол, в която за пръв път срещу османците се изправят и бойци от европейския запад. След неуспеха на християнската коалиция същата година е покорено и Видинското царство. Българската държавност престава да съществува за период от близо 500 години.

### Византийска империя
След 1185 година Византия изпада в криза. Управлението на династията на Ангелите не донася очакваната стабилност. Напротив, през 1204 година Константинопол е превзет от западните рицари, участници в Четвърти кръстоносен поход. Създадена е Латинска империя, а в незавоюваните византийски земи се създават три държави, претендиращи за възстановяването на империята – Никейска империя, Епирско деспотство и Трапезундска империя. Най-жизнена е и географски най-близката до Константинопол администрация в Никея, която успява през 1261 година да отвоюва старата столица и да възстанови Източната Римска империя. Император Михаил VIII Палеолог обаче обръща по-голямо внимание на европейските владения, а загубеният отдавна Близък изток и полуостров Мала Азия остават на заден план. Така там крепнат мюсюлмански и кръстоносни държави, сред които е и османският бейлик, от който възниква Османската империя. Постепенно Византия отслабва и след управлението Михаил VIII навлиза в политическа криза, от която никога не се съвзема. През XIV век се водят няколко граждански войни и от държавата се отделят значителни територии. Културата обаче е в голям подем, който е вдъхновен от религиозни и социални течения, породени от непосредствения контакт с латинския запад. След средата на века османците завладяват все повече и повече земи, Константинопол е обсаждан няколко пъти. Краят за Византия настъпва през 1453 година, когато Константинопол е превзет. Окончателният край за Византия настъпва през 1461 година, когато пада Трапезундската империя.

### Сърбия
Сърбия през XIII век завладява почти цяла Македония, но нейният разцвет е през XIV век, когато цар става Стефан Душан. След неговата смърт държавата се разпада на множество независими владения. След Битката при Косово поле спира за известно време османската инвазия, но през 1459 година Сърбия е превзета от Мехмед II.

### Босна
Босненската история от началото на XIV век до 1367 е белязана от борбата за власт между семействата Субич и Kотроманич. Едва при Твръдко I е възстановен централният контрол над държавата, банатът Босна се разширява и е признат за независимо кралство през 1377. След смъртта му през 1391 Босна попада в дълъг период на спад, от който се възползва Османската империя. След десетилетия на политическата и социална нестабилност, Босна окончателно губи независимостта си през 1463. Южните райони, в днешно време известни като Херцеговина ще я последват през 1483, а унгарският босненски протекторат е последният, който се поддава през 1527.

### Влашко и Молдова
След битката при Посада през 1330 Влашко е фактически самостоятелно княжество. След дълъг период на ожесточена съпротива, в която легендарен статут получава Влад III Цепеш, в края на 15 век областта е покорена от Османската империя – първоначално като васално на турците княжество, а по-късно сведено до владение с назначаван директно от султана каймакам.
През 1241 хан Бату откъсва Молдова от българската държава до 1345 г., когато Унгария завладява тези земи. Образувано е Молдовско княжество под върховенството на Лайош I Велики, което след смъртта му получава независимост и свой православен епископ. Скоро след това – през 1395, княжеството попада в полско-литовската държава Жечпосполита. От 1420 турците започват завоюването на княжеството – през 1456 г. то се подчинява като васал, а през 1484 г. пада Молдовското черноморското крайбрежие с крепостите Белград Днестровски и Килия.

### Албания
Албания дълго време през Средните векове няма държава. Основаването на такава става някъде към XIII век. Тя води продължителни битки с османците. В тях се проявява като велик ръководител Георги Кастриоти – Скендербег. Той неведнъж нанася поражения на турците. Самият Мехмед II търпи в планинските области няколко поражения. 10 години след смъртта на Скендербег е превзета крепостта Круя (1478), а в 1481 година Албания става част от османската държава.

### Дубровник
Дубровник съхранява своята независимост, но трябва да плаща данък на османците.

## Източна Европа

### Русия
През този период се наблюдава татарската инвазия от изток. За кратък период от време те завладяват големи територии от Азия, а руските княжества стават васални. Волжка България е завладяна, въпреки оказания отпор. За почти два века – XIII-XV век, татарите се намесват във вътрешните работи на руските княжества. Постепенно сред тях се издига Великото Московско княжество. Водени от московския и владимирско-суздалския княз Дмитрий Донски, обединените сили на княжествата нанасят поражение на татарските орди при Куликово поле през 1380 година. Едва век по-късно татарската опасност е окончателно отхвърлена. Русия започва да се обединява под егидата на Московското княжество. Подчертана е приемствеността с Византия, като през 1472 година великият княз Иван III се жени за София Палеологина – племенницата на последния василевс Константин XI Палеолог.

### Литва
Великото Литовско княжество се издига, като голяма държава, която за в бъдеще ще се обедини с Полша.

## Западна Европа

### Франция
От 987 до 1328 година във Франция управлява династията на Капетингите. След тях на трона се възкачва династията Валоа, която е клон на Капетингите. Именно по време на управлението на Валоа се води Стогодишната война. Въпреки първоначалните английски успехи, Франция излиза победител от конфликта. В края на XV век се поставят основите на абсолютизма. Страната започва да се обединява и скъсва връзка с феодалната раздробеност.